# Jesienne deszcze
Jesienne deszcze (tytuł oryginalny: Shirat e vjeshtës) – albański film fabularny z roku 1984 w reżyserii Spartaka Pecaniego.

## Opis fabuły
W wyniku intensywnych jesiennych deszczów zostaje przerwana praca przy budowie jednej z hydroelektrowni. Przerwanie prac zagraża terminowej realizacji projektu. Inż. Ilir wraz z grupą robotników podejmuje wyzwanie kontynuacji prac w skrajnie trudnych i niebezpiecznych warunkach.
Film realizowani w elektrowni Fierze.

## Obsada
- Kastriot Çaushi jako inżynier Ilir
- Eva Alikaj jako Linda
- Vangjush Furxhi jako inżynier Astrit
- Robert Ndrenika jako prof. Sotir
- Ilia Shyti jako ojciec Ilira
- Reshat Arbana jako przedstawiciel ministerstwa
- Thimi Filipi jako pracownik hydroelektrowni
- Agron Luzha jako główny inżynier
- Mina Koxhaku jako Beni
- Sofika Bashari jako projektant
- Besnik Bisha

## Nagrody i wyróżnienia
Film zdobył II nagrodę na VI Festiwalu Filmów Albańskich w Tiranie.